# NGC 2556
NGC 2556是位于巨蟹座的一个星系。它的赤经为：819.2，赤纬为：20°55′。与之在天空的同一区域的星系有NGC 2553、NGC 2560、NGC 2562、NGC 2563。该天体于1865年2月17日由德国天文学家阿尔伯特·马思发现。